# NGC 737
NGC 737 é um asterismo na direção da constelação de Triangulum. O objeto foi descoberto pelo astrônomo William Parsons em 1850, usando um telescópio refletor com abertura de 72 polegadas.